# Дымчатые хомяки
Дымчатые хомяки (лат. Melanomys) — род грызунов из трибы Oryzomyini семейства Cricetidae, который распространен в северной части Южной Америки и прилегающей к ней Центральной Америке. Он содержит три вида, два из которых — Melanomys robustulus и Melanomys zunigae — имеют ограниченное распространение. Третий, Melanomys caliginosus, более широко распространен, но может представлять собой комплекс видов.
Есть три общепризнанных вида:
- Массивный рисовый хомяк (Melanomys robustulus) обитает на восточных склонах Анд в Эквадоре.
- Перуанский дымчатый хомяк (Melanomys zunigae) обитает на западе Перу.
- Дымчатый хомяк (Melanomys caliginosus) широко распространена от Гондураса до Колумбии и Эквадора. Если этот вид рассматривается как видовой комплекс, то выделяют четыре вида, считая номинативный.
  - Melanomys chrysomelas обитает в Гондурасе, Никарагуа и Коста-Рике.
  - Melanomys idoneus встречается в восточной части центральной Панамы.
  - Melanomys columbianus широко распространён от северной Колумбии до крайнего северо-запада.

Отличительной особенностью этих животных является их темный черно-коричневый мех. Нижняя сторона немного светлее, но не так сильно контрастирует, как у родственных видов. Длина тела этих животных достигают длины головы-туловища от 10 до 14 сантиметров и длины хвоста от 9 до 11 сантиметров, вес от 47 до 60 граммов.
Дымчатых хомяков часто называют подродом (настоящих) рисовых хомяков (Oryzomys). Морфологические критерии, которые оправдывают выделение их в отдельный род (тёмный мех, длина хвоста только около трех четвертей длины головы и туловища и другие), неубедительны, так как могут быть конвергентным. Согласно Wilson and Reeder (2005), необходим пересмотр рода.

## Среда обитания и распространение
Melanomys caliginosus обитает в заросших полях, кустарниковых вторичных лесах и на опушках вечнозеленых и полувечнозеленых лесов.
Melanomys caliginosus — дневной обитатель почвы и часто встречается в густом подлеске или на пнях деревьев. В случае опасности убегает с помощью серии высоких прыжков. Днём и ранним вечером M. caliginosus часто можно увидеть на опушках. Рацион состоит из фруктов, семян и насекомых. M. caliginosus размножается круглый год; но большинство выводков, вероятно, появляются в сезон дождей. Размер помёта составляет от одного до шести детёнышей, в среднем 3,5. Этот вид встречается довольно часто и классифицируется МСОП как «не находящийся под угрозой исчезновения» (вызывающий наименьшее беспокойство).
Melanomys robustulus обитает в тропических лесах в низинах и ведёт ночной образ жизни на поверхности лесной подстилки. Этот вид не очень распространен, но классифицируется МСОП как «не находящийся под угрозой исчезновения» (наименьшее беспокойство).
Melanomys zunigae не видели с 1949 года, несмотря на интенсивные поиски. Относительно небольшая территория, на которой этот вид был замечен в последний раз, в настоящее время почти полностью используется для выпаса коз и добычи полезных ископаемых. Следует опасаться, что в настоящее время этот вид вымер. Поэтому МСОП классифицирует этот вид как «находящийся под угрозой исчезновения».